# Harmony Korine
Harmony Korine (Bolinas, 4 gennaio 1973) è un regista, sceneggiatore, produttore cinematografico e scrittore statunitense. È considerato un'importante figura del cinema indipendente e della scena musicale indie statunitense degli anni Duemila.

## Biografia
Cresciuto a Nashville, Korine si fa conoscere per aver scritto all'età di 21 anni la sceneggiatura del film Kids (1995), diretto da Larry Clark: il film segue le storie di alcuni adolescenti di New York alle prese con droga, promiscuità sessuale e AIDS. Nel 1997 Korine debutta alla regia con il lungometraggio Gummo, disturbante vicenda di un gruppo di sopravvissuti ad un tornado nella città di Xenia, Ohio narrata in modo oscuro, frammentato e non sequenziale, interpretata da Chloë Sevigny e da attori non professionisti. Il film divide il pubblico e la critica a causa del radicale abbrutimento dei protagonisti, svuotati di ogni sentimento di pietà, ma ottiene elogi da parte di celebri registi come Gus Van Sant e Werner Herzog, divenendo col corso degli anni un cult conosciuto in tutto il mondo dagli amanti del cinema grottesco.
L'anno seguente Korine dirige The Diary of Anne Frank Part II, un mediometraggio di 40 minuti diviso in tre parti composto da filmati realizzati dallo stesso regista (che raffigurano adolescenti in vesti sataniste, un ragazzo che seppellisce il proprio cane, un menestrello che balla e canta) e frammenti di pellicole super 8 saturate di altri film e videoclip. Korine realizza il suo secondo lungometraggio nel 1999: Julien Donkey-Boy, realizzato secondo i dettami del manifesto Dogma 95. Il protagonista è un adolescente (interpretato da Ewen Bremner) sofferente di schizofrenia, che vive in un ambiente povero e moralmente degradato. Il ruolo del padre è interpretato da Werner Herzog.
Nel 2002 Larry Clark si affida nuovamente ad una sceneggiatura di Harmony Korine (scritta alcuni anni prima) per il suo Ken Park, un'altra opera cruda e provocatoria. Ma il regista e lo sceneggiatore hanno rotto ogni rapporto, e Korine non viene coinvolto in alcun modo nella produzione. Nel 2003 Korine dirige Above the Below, documentario sull'illusionista David Blaine commissionato dalle emittenti televisive britanniche Channel 4 e Sky Television. Korine ha ultimato nel 2006 il suo terzo lungometraggio, Mister Lonely, con gli attori Diego Luna, Samantha Morton, Anita Pallenberg e Werner Herzog. La sceneggiatura è stata scritta da Korine assieme a suo fratello Avi. Nel 2012 partecipa alla Mostra internazionale d'arte cinematografica di Venezia con il suo quarto lungometraggio Spring Breakers, un affresco nichilista e senza pietà sulla gioventù odierna svuotata di ogni ideale e di ogni sensibilità, con protagoniste attrici prese da vari film per ragazzi (per creare un maggiore senso di sberleffo) "sporcate" con il ruolo di giovani criminali.

## Altri lavori
- Nel 1998 Korine ha pubblicato un libro intitolato A Crack Up at the Race Riots, un collage di frammenti di dialogo, lettere di Tupac Shakur, biglietti di suicidi, progetti cinematografici ed altri elementi eterogenei.
- Nel 1999 insieme a Brian DeGraw (conosciuto anche come bEEdEEgEE e membro dei Gang Gang Dance) pubblicò l'album SSAB Songs, costituito da un'unica traccia di 27 minuti. Nel 2009 uscì il suo secondo album, com lo pseudonimo di Puerto Rican Crime.
- Korine ha inoltre diretto alcuni video musicali per i Sonic Youth, Cat Power e Will Oldham. Ha scritto assieme a Björk il testo di Harm of Will, brano contenuto nell'album Vespertine (2001). Ha infine cantato nel brano di Will Oldham Ease Down The Road.
- Nel 2003 alcuni suoi lavori sono stati esposti nella celebre galleria parigina di agnes b.
- Nel 2012 realizza il video musicale del brano Gold On The Ceiling dei The Black Keys, con il titolo "Twinz".
- Ha scritto insieme a Lana Del Rey la canzone Florida Kilos contenuta nella versione deluxe dell'album Ultraviolence (2014).
- Il regista ha girato nel 2016 anche il controverso video di Rihanna, Needed Me.
- Ha diretto il videoclip per la canzone One Second dei rapper svedesi Bladee e Yung Lean

## Curiosità
- Durante l'intervista a James Franco del 25 marzo 2013 nel famoso talk show televisivo di David Letterman, James Franco e David parlano di come Harmony Korine sia stato ospitato ben quattro volte nel Letterman Show, ma l'ultima volta non andò in onda in quanto, prima dell'intervista sotto l'effetto di droghe, viene colto in flagrante da David Letterman dietro le quinte mentre armeggiava con la borsa di Meryl Streep, anch'essa ospite del programma quel giorno, venendo così cacciato.
- È citato nella canzone Caramelle Boy - Lecca Lecca Girl del gruppo italiano L'officina della Camomilla, nel quale il cantante Francesco De Leo dice "Sarò il tuo Harmony Korine"

## Filmografia

### Regista

#### Lungometraggi
- Gummo (1997)
- Julien Donkey-Boy (1999)
- Mister Lonely (2007)
- Trash Humpers (2009)
- The Fourth Dimension, episodio Lotus Community Workshop (2012)
- Spring Breakers - Una vacanza da sballo (2012)
- Beach Bum - Una vita in fumo (The Beach Bum) (2019)
- Aggro Dr1ft (2023)
- Baby Invasion (2024)

#### Cortometraggi
- The Diary of Anne Frank Part II (1998)
- 42 One Dream Rush (2009)
- Mac and Plak (2010)
- Act Da Fool (2010)
- Rebel (2011)
- Snowballs (2011)
- Lotus Community Workshop (2012)

### Sceneggiatore
- Kids, regia di Larry Clark (1995)
- Gummo (1997)
- The Diary of Anne Frank Part II (1998) – cortometraggio
- Julien Donkey-Boy (1999)
- Ken Park, regia di Larry Clark (2002)
- Mister Lonely (2007)
- Trash Humpers (2009)
- Mac and Plak (2010) – cortometraggio
- Act Da Fool (2010) – cortometraggio
- Rebel (2011) – cortometraggio
- Umshini Wam (2011) – cortometraggio
- Snowballs (2011) – cortometraggio
- Lotus Community Workshop (2012) – cortometraggio
- Spring Breakers - Una vacanza da sballo (2013)
- Beach Bum - Una vita in fumo (The Beach Bum) (2019)
- Aggro Dr1ft (2023)
- Baby Invasion (2024)

### Attore
- Kids, regia di Larry Clark (1995)
- Gummo, regia di Harmony Korine (1997)
- Will Hunting - Genio ribelle (Good Will Hunting), regia di Gus Van Sant (1997)
- Last Days, regia di Gus Van Sant (2005)
- Trash Humpers, regia di Harmony Korine (2009)
- Stoker, regia di Park Chan-Wook (2013)
- Manglehorn, regia di David Gordon Green (2014)

### Produttore
- Il sosia - The Double (The Double) (2013)

## Videografia
- Daniel Johnston, Casper the Friendly Ghost (1995)
- Sonic Youth, Sunday (1998)
- Will Oldham (Bonnie "Prince" Billy), No More Workhorse Blues (2004)
- Cat Power, Living Proof (2006)
- Die Antwoord, Umshini Wam (2011)
- The Black Keys, Gold On The Ceiling - "Twinz" (2012)
- Gucci Mane, Last Time (2016)
- Rihanna, Needed Me (2016)
- Bladee ft. Yung Lean,  One Second (2024)

## Riconoscimenti
- Locarno Film Festival
  - 2023 – Pardo d'onore